# Nederlandse Onderzoekschool voor Astronomie
De Nederlandse Onderzoekschool voor Astronomie (NOVA) is een samenwerkingsverband van het Anton Pannekoek Instituut (Universiteit van Amsterdam), het Kapteyn Instituut (Rijksuniversiteit Groningen), de Sterrewacht Leiden (Universiteit Leiden) en het sterrenkundig onderzoek van de Radboud Universiteit Nijmegen. De onderzoekschool werd in 1991 opgericht. Het sterrenkundig instituut van de Universiteit Utrecht was totdat het in 2012 gesloten werd ook onderdeel van NOVA.
De onderzoekschool heeft twee hoofddoelen:
- Het uitvoeren van excellent sterrenkundig onderzoek
- Het opleiden van jonge sterrenkundigen op het hoogste internationale niveau

NOVA houdt zich onder anderen bezig met het verdelen van tweedegeldstroomfondsen voor het inhuren van promovendi. Ook organiseert NOVA de jaarlijkse herfstschool waar iedere sterrenkundige promovendus minimaal eenmaal aan deelneemt. Het coördineren van het landelijke wetenschappelijke beleid op het gebied van de sterrenkunde behoort ook tot de taken van NOVA, net als de communicatie van het sterrenkundig onderzoek naar pers, algemeen publiek en basis- en voortgezet onderwijs.
Het sterrenkundig onderzoek wordt door NOVA ingedeeld in drie netwerken. Deze zijn:
1. Ontstaan en evolutie van sterrenstelsels: van oerknal tot heden
2. Vorming en evolutie van sterren en planeten
3. Astrofysica van neutronensterren en zwarte gaten

Sinds 2023 is Scott Trager wetenschappelijk directeur van NOVA. Carsten Dominik is voorzitter van het bestuur.